# Seznam ministrů železnic Československa
Toto je seznam ministrů železnic Československa, který obsahuje chronologický přehled všech členů vlád Československa působících v tomto úřadu.

## Ministři železnic první československé republiky 1918–1938
| Poř. | Jméno               | Fotografie | Strana        | Vláda | Funkční období                        | Poznámky                      |
| ---- | ------------------- | ---------- | ------------- | --- | ------------------------------------- | ----------------------------- |
| 1    | Isidor Zahradník    |            | agrární str.  | vláda K. Kramáře | 14. listopadu 1918 – 8. července 1919 | Ministr železnic              |
| 2    | Jiří Stříbrný       |            | ČSS           | 1. vláda V. Tusara | 8. července 1919 – 17. září 1919      | Ministr železnic              |
| —    | Emil Franke         |            | ČSS           | 1. vláda V. Tusara | 17. září 1919 – 25. května 1920       | Správce ministerstva železnic |
| 3    | Jiří Stříbrný       |            | ČSS           | 2. vláda V. Tusara | 25. května 1920 – 15. září 1920       | Ministr železnic              |
| 4    | Václav Burger       |            | nestraník     | 1. vláda J. Černého | 15. září 1920 – 26. září 1921         | Ministr železnic              |
| 5    | Jan Šrámek          |            | ČSL           | vláda E. Beneše | 26. září 1921 – 7. října 1922         | Ministr železnic              |
| 6    | Jiří Stříbrný       |            | ČSS           | 1. vláda A. Švehly | 7. října 1922 – 20. července 1925     | Ministr železnic              |
| —    | Emil Franke         |            | ČSS           | 1. vláda A. Švehly | 20. července 1925 – 9. prosince 1925  | Správce ministerstva železnic |
| 7    | Rudolf Bechyně      |            | ČSDSD         | 2. vláda A. Švehly | 9. prosince 1925 – 18. března 1926    | Ministr železnic              |
| 8    | Jan Říha            |            | nestraník     | 2. vláda J. Černého | 18. března 1926 – 12. října 1926      | Ministr železnic              |
| 9    | Josef Václav Najman |            | živnost. str. | 3. vláda A. Švehly 1. vláda F. Udržala                                                                                  | 12. října 1926 – 7. prosince 1929     | Ministr železnic              |
| 10   | Rudolf Mlčoch       |            | živnost. str. | 2. vláda F. Udržala | 7. prosince 1929 – 9. dubna 1932      | Ministr železnic              |
| 11   | Josef Hůla          |            | nestraník     | 2. vláda F. Udržala | 9. dubna 1932 – 29. října 1932        | Ministr železnic              |
| 12   | Rudolf Bechyně      |            | ČSDSD         | 1. vláda J. Malypetra 2. vláda J. Malypetra 3. vláda J. Malypetra 1. vláda M. Hodži 2. vláda M. Hodži 3. vláda M. Hodži | 29. října 1932 – 22. září 1938        | Ministr železnic              |
| 13   | Jindřich Kamenický  |            | nestraník     | 1. vláda J. Syrového | 22. září 1938 – 4. října 1938         | Ministr železnic              |

## Ministři železnic druhé československé republiky 1938–1939
| Poř. | Jméno           | Fotografie | Strana    | Vláda                | Funkční období                     | Poznámky                                       |
| ---- | --------------- | ---------- | --------- | -------------------- | ---------------------------------- | ---------------------------------------------- |
| 1    | Vladimír Kajdoš |            | nestraník | 2. vláda J. Syrového | 4. října 1938 – 1. prosince 1938   | Ministr železnic                               |
| 2    | Alois Eliáš     |            |           | 1. vláda R. Berana   | 1. prosince 1938 – 15. března 1939 | Ministr dopravy, ministerstvo železnic zrušeno |

## Ministři železnic poválečného Československa
| Poř. | Jméno          | Fotografie | Strana | Vláda                              | Funkční období                | Poznámky         |
| ---- | -------------- | ---------- | ------ | ---------------------------------- | ----------------------------- | ---------------- |
| 1    | Josef Pospíšil |            | KSČ    | vláda A. Zápotockého a V. Širokého | 1. srpna 1952 – 14. září 1953 | Ministr železnic |